# Casa del Hombre
La Casa del Hombre, chiamata anche Domus, è un museo della scienza situato a La Coruña in Galizia, Spagna. È stato inaugurato il 7 aprile 1995. L'edificio, concepito da Ramón Núñez Centella e progettato dall'architetto giapponese Arata Isozaki e César Portela, si caratterizza per la costruzione delle esterni, delle pareti interne e delle scalinate in granito, con la presenza sulla facciata di 6.600 parti in ardesia. Il museo possiede 1500 metri quadri di spazio per mostre.